# Abarema leucophylla
Abarema leucophylla är en ärtväxtart som först beskrevs av George Bentham, och fick sitt nu gällande namn av Rupert Charles Barneby och James Walter Grimes. Abarema leucophylla ingår i släktet Abarema och familjen ärtväxter. Utöver nominatformen finns också underarten A. l. leucophylla.